# فیلیپ کاندلورو
فیلیپ کاندلورو (به فرانسوی Philippe Candeloro)در ۱۷ فوریه ۱۹۷۲در کوربوآ در ایل-دو-فرانس متولد شد. او قهرمان سابق اسکیت نمایشی است که در مسابقات اسکیت نمایشی جهانی، سال۱۹۹۴ و ۱۹۹۵ مدال نقره و برنز را دریافت کرد. اوهمچنین در سال‌های ۱۹۹۳ و ۱۹۹۷ در مسابقات اسکیت اروپا، مدال نقره را به خود اختصاص داد و در مسابقات ملی فرانسه از سال ۱۹۹۹۴ تا ۱۹۹۷ به مقام قهرمانی رسید. او در حال حاضر، به عنوان مجری تلویزیون در گزارش برنامه‌های اسکیت فعالیت می‌کند.

## زندگی شخصی
کاندلورو با الویا دارمون بالرین فرانسوی ازدواج کرده است و دارای سه دختر می‌باشند. فیلیپ کاندلورو به چند زبان از جمله انگلیسی و ایتالیایی تسلط دارد.